# Rhamnus alnifolia
Rhamnus alnifolia är en brakvedsväxtart som beskrevs av L'hér.. Rhamnus alnifolia ingår i släktet getaplar, och familjen brakvedsväxter. Inga underarter finns listade i Catalogue of Life.

## Bildgalleri

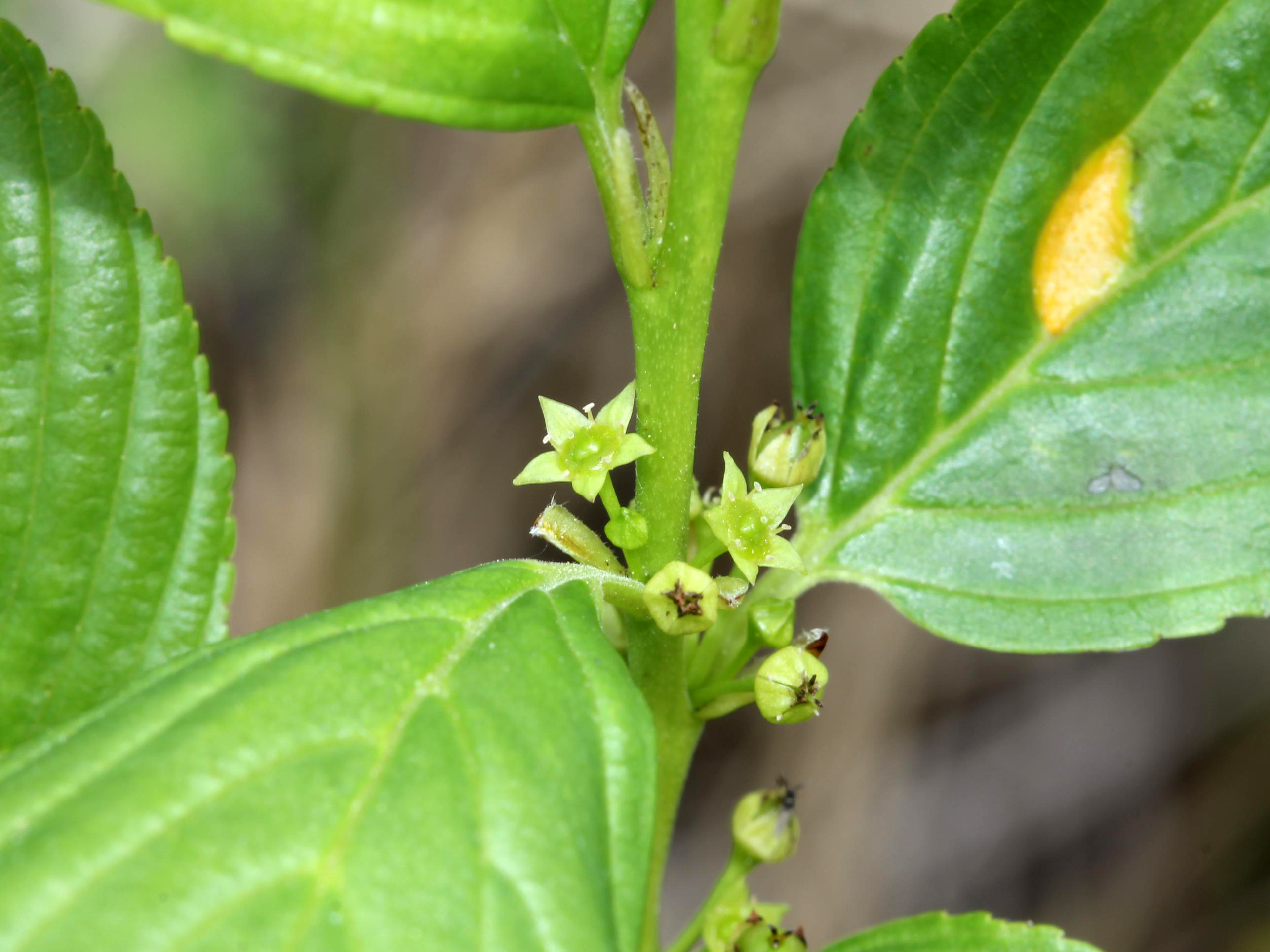
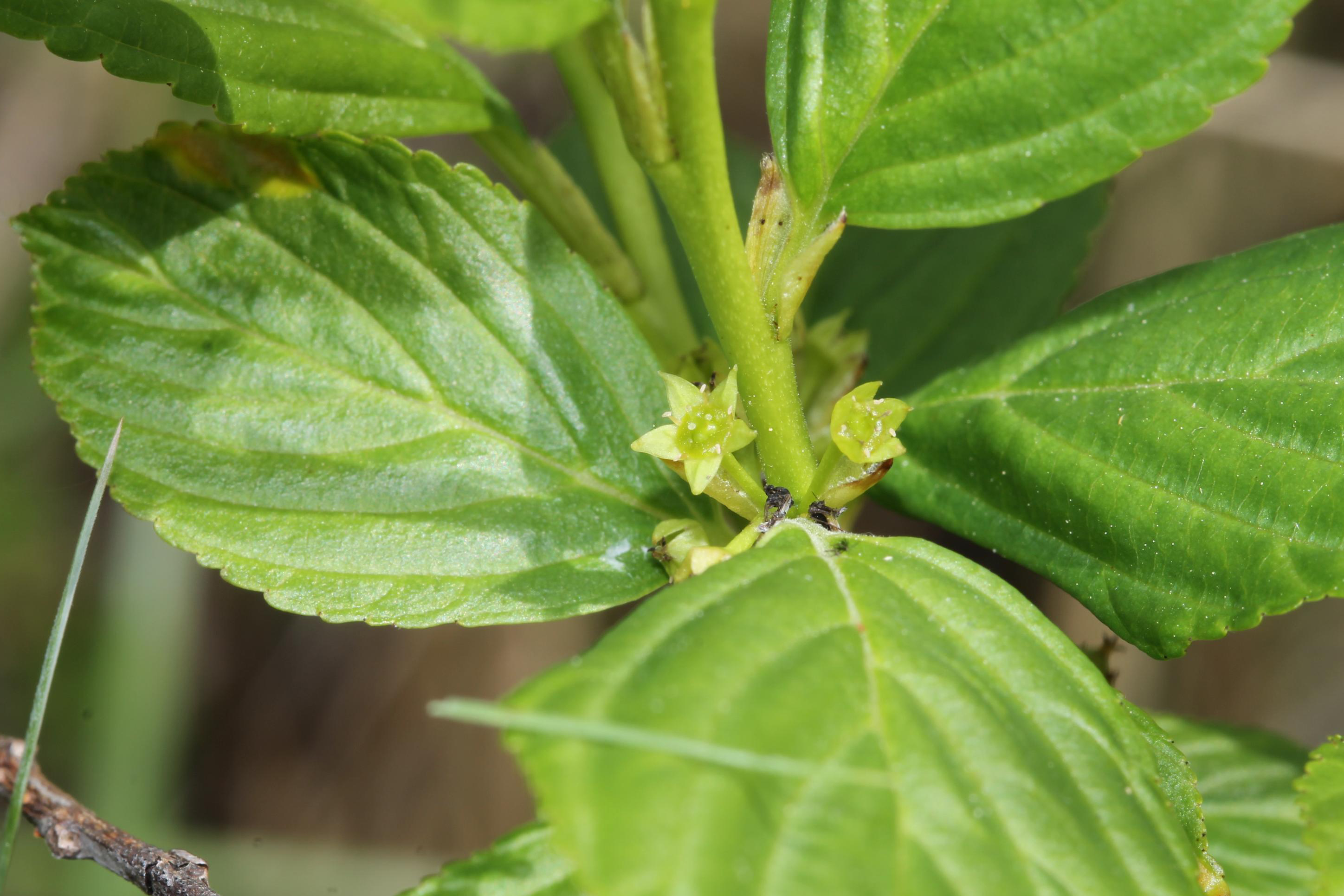
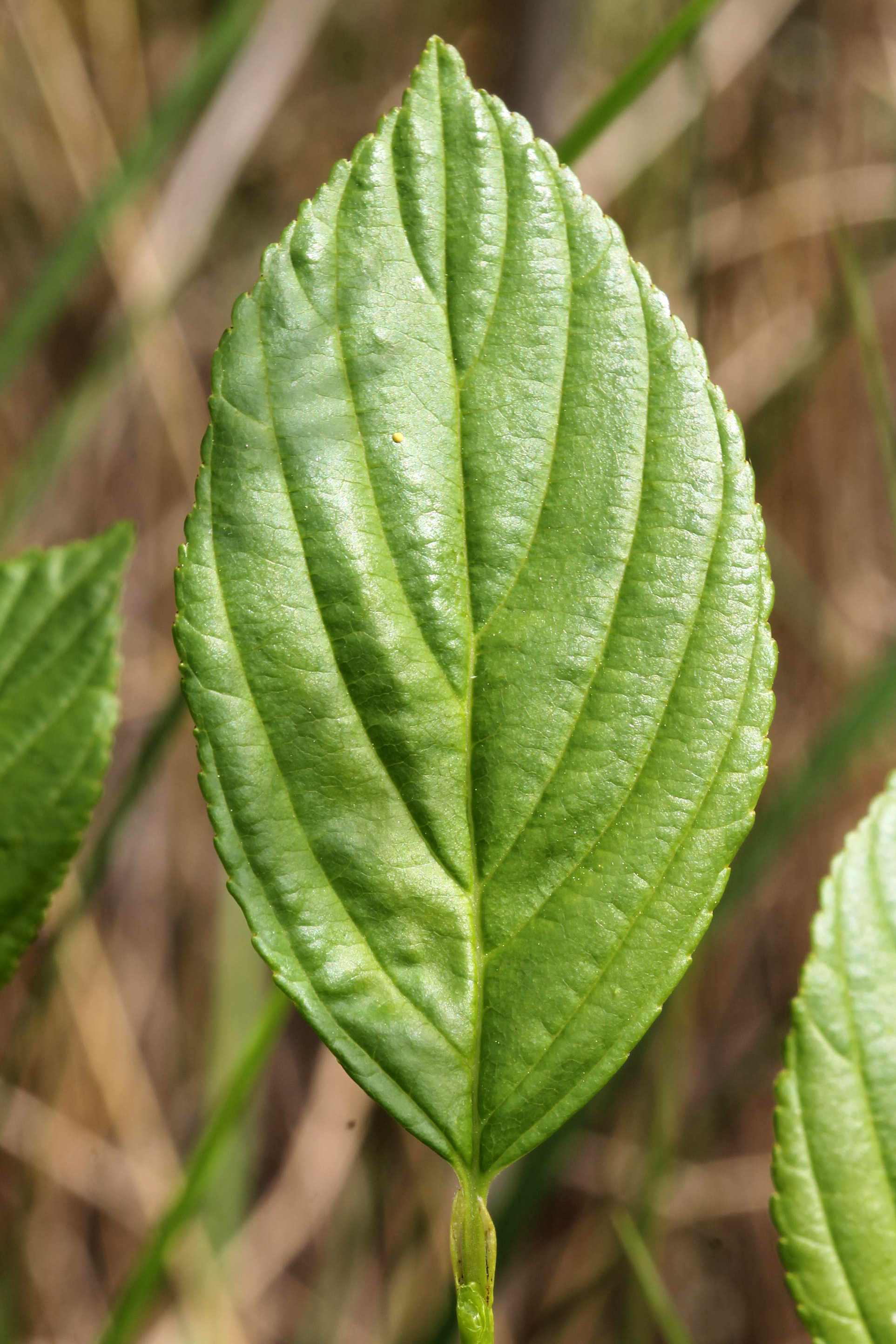
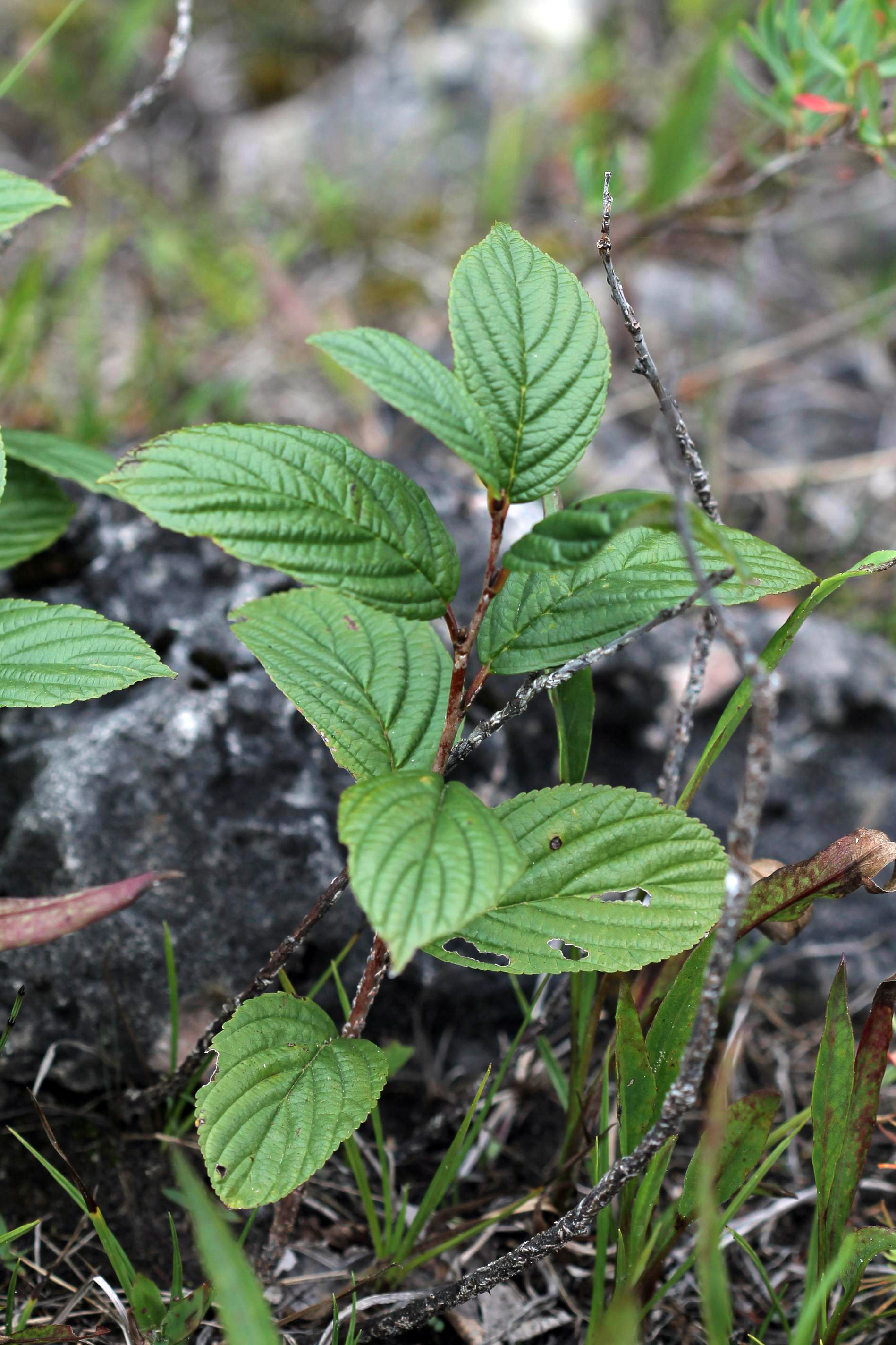